# Warren Tay

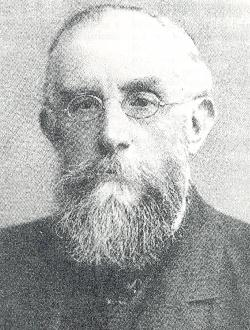
Warren Tay

Warren Tay (* 1843 in Yorkshire; † 15. Mai 1927 in London) war ein englischer Augenarzt und Chirurg. Er war Erstbeschreiber des Tay-Sachs-Syndroms.
Tay studierte am Royal College of Surgeons of England in London mit dem Abschluss 1866. Ab 1868 war er Assistenzchirurg am Hospital for Diseases of the Skin in Blackfriars in London. Ab 1869 war er Fellow des Royal College of Surgeons, was ihm die selbständige Tätigkeit als Chirurg erlaubte. Ebenfalls 1869 wurde er Assistenzchirurg und Augenarzt am London Hospital. Dort arbeitete er mit dem Chirurgen Jonathan Hutchinson (1828–1913) und assistierte ihn auch an anderen Hospitälern wie dem Moorfields Eye Hospital, an dem er 1877 Nachfolger von William Bowman (1816–1892) wurde und bis ins 20. Jahrhundert arbeitete (1902 wurde er beratender Chirurg und zog sich zehn Jahre später ganz zurück in den Ruhestand in Croydon). Hutchinson wurde sein Mentor und Freund und später arbeitete er auch mit dem Neurologen John Hughlings Jackson. Außerdem war er Augenarzt und Chirurg am North-Eastern-Hospital for Children in London.
1874 entdeckte er bei einer Nachuntersuchung eines Patienten von Hutchinson anormale gelbe Punkte in der Makula-Region der Aderhaut (Choroidea). Nachdem Tay dies Hutchinson mitteilte, veröffentlichte er 1875 darüber und bezeichnete dies als Tay’s Choroiditis. Sie stellt eine Manifestation seniler Makula-Degeneration dar. Der Name bestand noch bis ins 20. Jahrhundert, später wurde sie aber häufig nach Hutchinson benannt (Hutchinson’s disease).
Er beschrieb als Erster 1881 das Tay-Sachs-Syndrom (unabhängig von Bernard Sachs 1887 beschrieben). Das einjährige Kind, an dem er die Krankheit entdeckte, hatte einen roten Punkt im Auge und litt unter neurologischen Symptomen. Als es ein halbes Jahr später starb, verweigerten die Eltern die Autopsie, so dass er erst 1884 die neurologischen Symptome vollständiger beschreiben konnte anhand von erkrankten Kindern derselben Familie. Er erkannte auch die Erblichkeit.
Er wirkte auch als Hautarzt und übersetzte einen Band des Buchs über Hautkrankheiten von Ferdinand von Hebra.
Er litt zuletzt an einem chronischen Glaukom und war auf einem Auge fast erblindet. Tay war begeisterter Wanderer und Radfahrer, der ein Dreirad fuhr. Er blieb unverheiratet.
Tay war Gründungsmitglied der Ophthalmological Society.